# Gareth Chilcott
Pour les articles homonymes, voir Chilcott.

a Compétitions nationales et continentales officielles uniquement.

b Matchs officiels uniquement.
Dernière mise à jour le 26 décembre 2024.
Gareth James Chilcott, né le 20 novembre 1956 à Bristol, est un joueur de rugby à XV, qui a joué avec l'équipe d'Angleterre, évoluant au poste de pilier. 

## Carrière
Il a disputé son premier test match le 3 novembre 1984, à l’occasion d’un match contre l'équipe d'Australie lors de la tournée de 1988, et le dernier contre l'équipe de Roumanie, le 13 mai 1989. Chilcott a participé à la Coupe du monde 1987 (3 matchs disputés). Surnommé Coochy par les supporters anglais et le petit gros par la presse française[réf. nécessaire], il est réputé pour son jeu dur et vicieux. Lors du tournoi des 5 nations 1987, il fait partie des joueurs sanctionnés par l'international Board après la bagarre survenue lors du match contre le pays de Galles. Il a fait une partie de sa carrière au sein du club de Bath Rugby (1977-1993).

## Statistiques en équipe nationale
- 14 sélections (+ 1 non officielle) avec l'équipe d'Angleterre
- Sélections par année : 1 en 1984, 2 en 1986, 5 en 1987, 2 en 1988, 4 en 1989
- Tournois des Cinq Nations disputés : 1986, 1987, 1989